# Annie de Reuver
Anna Maria Clasina (Annie) de Reuver (Rotterdam, 19 februari 1917 – aldaar, 1 januari 2016) was een Nederlandse zangeres. Zij was een van de populairste Nederlandse zangeressen in de jaren veertig en vijftig van de twintigste eeuw.
Annie de Reuver erfde haar voorliefde voor muziek van moeders kant. Al tijdens haar schooltijd begon ze met twee jongens het muzikale trio The Rhythm Aces. Daarna zong ze bij amateurbigband The Blue Blowers.

## Biografie

### Jaren dertig
De Reuvers debuut bij The Ramblers vond eind 1934 plaats. Ze was toen bijna achttien jaar oud. De Reuver deed auditie voor dirigent Theo Uden Masman en werd aangenomen. Al snel was ze te horen in rechtstreekse radio-uitzendingen voor de VARA.
In 1935 trad De Reuver aan in de Pulchri-studio in Den Haag om plaatopnamen te maken voor Decca met The Ramblers en de Amerikaanse tenorsaxofonist Coleman Hawkins. Ze nam drie nummers op: Some of these days, I only have eyes for you en Hands across the table.

### Jaren veertig
In de oorlogsjaren zong De Reuver door. Er was behoefte aan amusement, maar belangrijker nog was dat men werk had en daardoor geld verdiende om te kunnen leven. De liedjes bevatten soms spottende Nederlandse teksten, zonder dat de Duitsers het doorhadden. Vanaf 1940 zong De Reuver bij diverse orkesten: het orkest van Nico de Vries, dat van Boyd Bachman, een Amerikaans legerorkest, de Decibels van Eddy Meenk. Het AVRO dansorkest, dat tot 1938 geleid werd door Hans Mossel en daarna door Klaas van Beeck, was in 1940 door de Duitse bezetter ontbonden, maar de pianist van dit orkest, Dick Willebrandts, richtte in 1942 een bigband op met de naam Dick Willebrandts en zijn radio-orkest. Bij dit orkest zong Annie de Reuver ook. Een van de opnames van haar uit de periode augustus tot en met december 1943 was het liedje I Won't Tell a Soul, begeleid door Dick Willebrandts op piano.  In Rotterdam trad ze veel op met het orkest van Jan Pijpers. Dit alles gebeurde ondanks het geldende dansverbod, dat door de bezetter was ingesteld. Zij trad op met tijdgenoten als Teddy Scholten en Thom Kelling en zong Nederlandse liedjes. Ook Annie de Reuver koos er in de zomer van 1944 voor lid te worden van de Nederlandsche Kultuurkamer. Door Operation Market Garden in september 1944 veranderde de situatie in Nederland drastisch en alle bigbands werden ontbonden. 
Vanaf 1945 zong De Reuver bij diverse orkesten, in binnen- en buitenland. Ze was vaak onderweg. Dat ging haar tegenstaan en ze kreeg heimwee. Nadat trombonist Pi Scheffer op 26 januari 1946 The Skymasters oprichtte, trad De Reuver met dit orkest op.
Van 1947 tot 1949 verbleef zij in Venezuela, waar haar toenmalige man een Philips-afdeling leidde. Daarna keerde ze bij The Skymasters terug. In totaal heeft zij vijf jaar met het orkest gezongen, met drie optredens per week voor de radio.

### Jaren vijftig
De Reuver werd vooral bekend met liedjes van de hand van onder anderen Tom Erich, Jaap Valkhoff, Pierre Wijnnobel en Paul Roda: Harmonica Jim, Wenen, Lied van het Pierement, Veel bittere tranen, Diep in mijn hart en Kijk eens in de poppetjes van mijn ogen. Het laatste nam ze in 1952 voor de eerste keer op als duet met Karel van der Velden en The Skymasters.

### Jaren zestig
In de jaren zestig trad De Reuver vaak op. Met het orkest De Reuvertjes tournees gaf ze voorstellingen voor Nederlandse militairen in Nederland, Duitsland en op schepen. In dat orkest zaten onder meer leden van The Skymasters. Ook zong ze voor de radio, jarenlang twee keer per week. Dit deed zij vaak met tijdgenoot Eddy Christiani. Rond 1965 werden Christiani en De Reuver door het blad Tuney Tunes (met Skip Voogd) herhaaldelijk uitgeroepen tot Nederlands beste en meest populaire Nederlandse vocalisten.
Ook was ze in deze jaren actief met het gezelschap de Boertjes van Buuten. In 1968 begon ze als platenproducer voor Dureco, in Amsterdam. Zij kwam er in plaats van Johnny Hoes, die met Telstar voor zichzelf was begonnen. Reizen en produceren bleek niet te combineren;  Annie Palmen werd als Drika de opvolgster van De Reuver in de Boertjes van Buuten.
In het ontdekken en begeleiden van Nederlands talent voor Dureco was De Reuver vrij succesvol. Ze ontdekte Oscar Harris, Danny Cardo, De Kermisklanten en Ben Cramer. Voor de laatste produceerde zij eind 1967 zijn eerste hit: Zai zai zai. Ook ontdekte ze Pierre Kartner, die op zijn beurt weer Corry Konings ontdekte. Toen Kartner liedjes voor de band Corry en de Rekels ging schrijven, werden dit enorme successen.
Kartner en De Reuver namen ook samen liedjes op als het Duo X. Samen met de eveneens uit Rotterdam afkomstige Jany Bron maakte De Reuver plaatjes als Ans & Jans en met Annie Palmen als de Annamaria's.

### Jaren zeventig
Begin jaren zeventig stapte De Reuver over naar platenmaatschappij CNR Records, waar ze onder anderen de zusjes De Roo ontdekte, die met Blauwe korenbloemen in 1971 een hit hadden.
Nadat er financiële problemen ontstonden bij CNR maakte De Reuver later in de jaren zeventig de overstap naar platenmaatschappij Telstar van Johnny Hoes. Daar hield ze zich ook weer bezig met het ontdekken en promoten van nieuw talent. Vooral het promoten - van simpel repertoire - viel haar niet mee. Ze werkte ongeveer zeven jaar voor Hoes.
In de loop van de jaren zeventig raakte De Reuver betrokken bij talentenjachten van de NCRV, op freelance-basis. Op de NCRV-televisie was te zien als jurylid, op de radio presenteerde ze een soort talentenjacht in het populaire programma Los Vast van Jan Rietman. Vanaf oktober 1974 presenteerde ze een tijd bij de TROS de verzoekplatenprogramma's Vraag het aan Annie op vrijdag tussen 11 en 12 en op Hilversum 3 Pep op Drie en Drie draait op verzoek op donderdag tussen 9 en 12.

### Jaren tachtig en verder
In 1987, op haar zeventigste, produceerde De Reuver nog de hit Kleine jodeljongen voor Manke Nelis. Weer voor Dureco, maar nu als freelancer. Ook daarna bleef ze zo nu en dan optreden, in voornamelijk nostalgische programma's als Liedjes van toen en nu .
In 1994 kreeg De Reuver een koninklijke onderscheiding en de Erasmusspeld van de gemeente Rotterdam.
In 2005 trad ze op 88-jarige leeftijd op in het Nieuwe Luxor Theater te Rotterdam ter gelegenheid van 60 jaar bevrijding.
Ter gelegenheid van haar 90e verjaardag op 19 februari 2007 verscheen haar boek "Onverbloemd!". Deze biografie, geschreven door de Rotterdamse journalist Rein Wolters, beschrijft haar leven en haar contacten met vele bekende Nederlanders. De Reuver nam in dit boek geen blad voor de mond en rekende onder meer af met enkele exen en met de Zangeres Zonder Naam. Tijdens een feestelijke middag in het Oude Luxor Theater in Rotterdam ontving De Reuver het eerste exemplaar uit handen van vriend Bas van Toor.
In 2012 werd haar 95e verjaardag uitgebreid gevierd met een muzikaal feest in de Larenkamp in Rotterdam. Eind 2013 was ze op Radio 5 Nostalgia te horen naar aanleiding van een zoektocht.
Naar aanleiding van haar overlijden maakte Co Snel voor RTi Hilversum een radioprogramma over de carrière van Annie de Reuver.

### Overlijden
De Reuver overleed op 1 januari 2016, kort voor haar 99e verjaardag, aan de gevolgen van een operatie aan haar heup, die ze bij een val gebroken had.

## Trivia
- De Reuver is vier keer getrouwd geweest en vier keer gescheiden. Ze had twee geadopteerde kinderen van wie er een op 2-jarige leeftijd verdronk. Ze woonde tot haar dood in Rotterdam.
- Voor de seniorenzender RANO vertelde zij in drie afleveringen haar verhaal.